# Bobby Joe Morrow
Robert Joe „Bobby” Morrow (ur. 15 października 1935 w Harlingen, zm. 30 maja 2020 w San Benito) – amerykański lekkoatleta, sprinter.

## Przebieg kariery
Wychował się na farmie w San Benito. Zanim zajął się trenowaniem lekkiej atletyki uprawiał futbol amerykański. W 1955 został mistrzem USA w biegu na 100 jardów. W 1956 powtórzył ten sukces, a także został akademickim mistrzem USA w sprincie. W sierpniu tego roku wyrównał rekord świata w biegu na 100 metrów wynikiem 10,2 s.
Był jednym z faworytów biegów sprinterskich na igrzyskach olimpijskich w 1956 w Melbourne i nie zawiódł zdobywając złote medale na 100 m, 200 m i w sztafecie 4 × 100 m.
W tym samym roku ustanowił rekord świata w sztafecie 4 × 220 jardów. Został wybrany sportowcem roku przez Sports Illustrated. W 1957 ustanowił rekord świata na 100 jardów (9,3 s). W 1958 ponownie został mistrzem USA (AAU). Nie zakwalifikował się do igrzysk olimpijskich w 1960 w Rzymie. Wkrótce potem zakończył karierę sportową. Pracował później jako farmer.
Był 14-krotnym rekordzistą świata: 3 razy na 100 m (do 10.2), 1 raz na 200 m (20.6) i w sztafecie 4 × 100 m (39,5 w 1956), 3 razy w sztafecie sztafecie 4 × 200 m (do 1:22,6 w 1958) oraz 6 razy na dystansach jardowych.

## Rekordy życiowe
źródło:
- 100 m – 10,2 s. (1956)
- 200 m – 20,75 s. (1956)
- 400 m – 47,7 s. (1959)